# Gambia Postal Services Corporation
Die Gambia Postal Services Corporation (GPSC) oder gebräuchlicher: GAMPOST ist das nationale Postunternehmen des westafrikanischen Staates Gambia. Als Agentur untersteht es dem Ministerium für Information und Kommunikation (Gambia) (MoICT). Der Sitz der GPSC ist in der Hauptstadt Banjul, südlich des Albert Markets an der Liberation Avenue.

## Aufgaben
Das Unternehmen ist verantwortlich für die Zustellung von Briefen, Paketen und Päckchen. Auf Brief-Sendungen bzw. Sendungen unter zwei Kilogramm Gewicht besitzt die GPSC ein gesetzlich gesichertes Monopol. Eine Briefzustellung nach Hause oder zum Firmensitz, so wie wir das aus Deutschland kennen, findet nicht statt. Wer Post erhalten möchte, muss sich ein Postfach mieten und seine Post selbst abholen.

## Geschichte

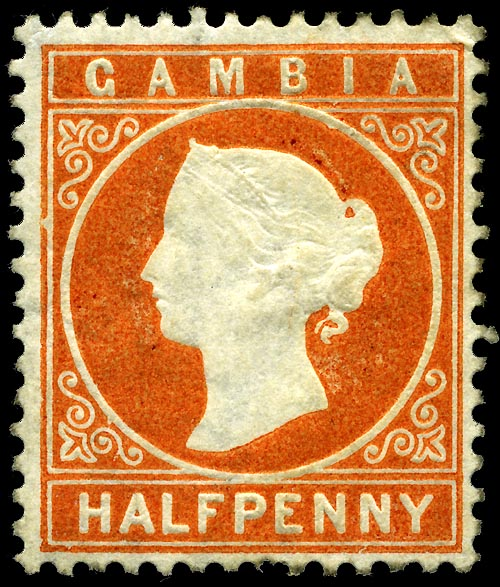
Eine Briefmarke aus der britischen Kolonie Gambia aus dem Jahr 1880

1858 wurde von der Kolonialregierung der britischen Kolonie Britisch-Gambia ein Postdienst eingerichtet. 1922 wurde erstmals mit dem Schiff Prince of Wales ein schwimmendes Postamt (englisch Travelling Post Office) eingerichtet, das auch die ferneren Ortschaften am weiteren Verlauf des Gambia mit postalischen Diensten versorgte. Das Department of Posts wurde 1976 aus dem zuvor bestehenden Department of Posts and Telecommunications ausgegründet, als man die Behörden für das Postwesen und Telekommunikation trennte.
1984 wurde von der Regierung eine Studie über die Schaffung einer eigenständigen Post in Auftrag gegeben, mit dem Ergebnis, dass ein eigenständiges Unternehmen nicht lebensfähig sei. Eine neue Studie 2004/2005 kam zu einem gegenteiligen Urteil; in der Folge wurde mit dem Gambia Postal Services Corporation (GAMPOST) Act im Dezember 2005 von der National Assembly die Schaffung einer eigenständigen Post beschlossen.
Von Januar bis Juli 2006 gab es eine Übergangsfrist, dann wurde der Vorstand unter dem Vorsitz Gibi Chorr gewählt.